# بيير فان دير ليندن
بيير فان دير ليندن (بالهولندية: Pierre van der Linden)‏ هو عازف جاز هولندي، ولد في 19 فبراير 1946 في أمستردام في هولندا.

## وصلات خارجية
- بيير فان دير ليندن على موقع ميوزك برينز (الإنجليزية)
- بيير فان دير ليندن على موقع ديسكوغز (الإنجليزية)